# Fruit Heights
Fruit Heights est une municipalité américaine située dans le comté de Davis en Utah. Lors du recensement de 2010, sa population est de 4 987 habitants.

## Géographie
La municipalité s'étend sur 2,28 milles carrés (5,91 km2).

## Histoire
La localité porte le nom d'East Kaysville jusqu'en 1938. Cette année-là, elle est renommée en référence à ses vergers.

## Démographie
La population de Fruit Heights est estimée à 6 215 habitants au 1er juillet 2017.
| Groupe            | Fruit Heights (2016) | Utah (2017) | États-Unis (2017) |
| ----------------- | -------------------- | ----------- | ----------------- |
| Blancs            | 91,8                 | 90,9        | 76,6              |
| Métis             | 4,6                  | 2,5         | 2,7               |
| Afro-Américains   | 1,4                  | 1,4         | 13,4              |
| Océano-Américains | 0,9                  | 1,0         | 0,2               |
| Asiatiques        | 0,5                  | 2,6         | 5,8               |
|                   |                      |             |                   |
| Hispaniques       | 2,4                  | 7,0         | 18,1              |

Le revenu par habitant était en moyenne de 38 457 dollars par an entre 2012 et 2016, bien supérieur de la moyenne de l'Utah (25 600 dollars) et de la moyenne nationale (29 829 dollars). Sur cette même période, 8,9 % des habitants de Fruit Heights vivaient sous le seuil de pauvreté (contre 10,2 % dans l'État et 12,7 % à l'échelle des États-Unis).